# Елсвортова земља
Елсвортова земља (енгл. Ellsworth Land) део је Антарктичког континента. 

## Географија
Елсвортове земље ограничена је на западу са Земљом Мери Берд, на северу је Белингсхаусеново море , на североистоку су базе антарктичког полуострва, а на истоку и западу се граничи са Руни-Филчнер ледником. Територија се простире између 103°24' и 79°45' згш. Део територије држава Чиле сматра својом претензијом на Антарктику, док је други део у спору са претензијама између Чилеа и Уједињеног Краљевства.
У највећи део целе територије прекривен је високим ледом, али територија укључује и величанствене Елсвортове планине и велики број раштрканих планинских група: Хадсон, Џонс, Бехренд, Хауберг, Мерик, Свини и Скајф планине.
Ова земља се налази у близини подручја које је прелетио амерички истраживач Линколн Елсворт на лету авионом током новембра и децембра 1935. године. У част том догађају, од 1962. године, територија носи његово име..